# Чолпон (Нарынская область)

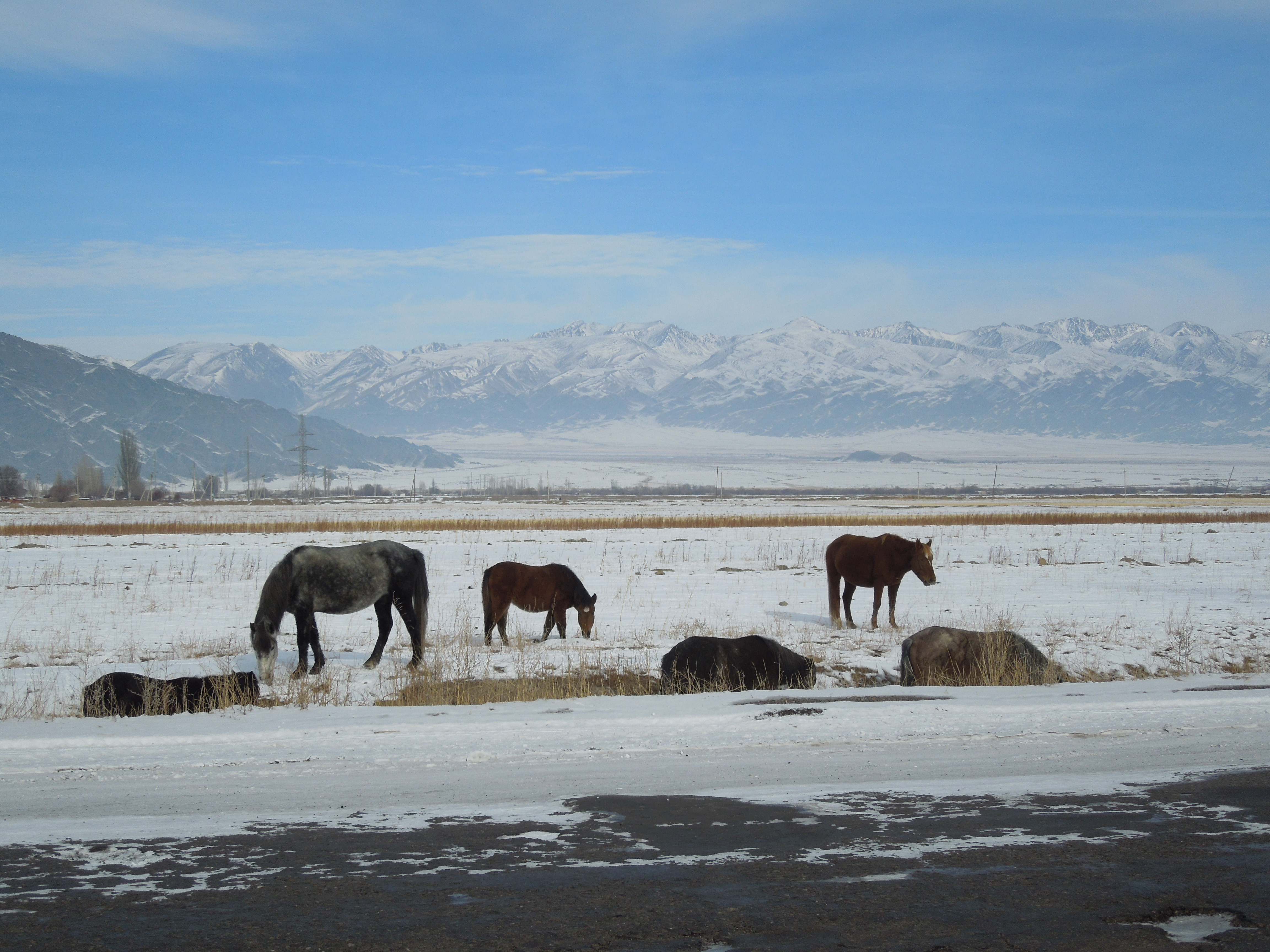
Кони на пастбище у Чолпона

Чолпон (кирг. Чолпон) — высокогорное село Кочкорского района. Административный центр Чолпонского аильного округа в Нарынской области Кыргызской Республики.
Население в 2009 году составляло 2 728 человек. Жители села занимаются, в основном, сельским хозяйством, животноводством.
Расположено в районе ожидаемых землетрясений II-категории опасности с балльностью 5-7.

## Известные уроженцы
- Жунушов, Касымбек (род. 1936) — Герой Социалистического Труда (1986). Лауреат Государственной премии Киргизской ССР (1976). Депутат Верховного Совета Киргизской ССР.